# Jérôme Jeannet
Jérôme Jeannet, född den 26 januari 1977 i Fort-de-France, Martinique, är en fransk fäktare som bland annat tog OS-guld i herrarnas lagtävling i värja i samband med de olympiska fäktningstävlingarna 2008 i Peking.